# Groupe Galeries Lafayette
Groupe Galeries Lafayette är en fransk företagsgrupp inom varuhusbranschen.

## Varuhus som hör till Group Galeries Lafayette
- Galeries Lafayette
- Bazar de l'Hôtel de Ville
- Monoprix
- Marks & Spencer
- LaSer